# Croce pro Ecclesia et Pontifice
La Croce pro Ecclesia et Pontifice (ovvero "per la Chiesa e per il Papa") è un'onorificenza della Santa Sede.

## Storia
La medaglia è stata introdotta da papa Leone XIII il 17 luglio 1888 con la lettera apostolica Quod Singulari Dei Concessu, per commemorare il suo cinquantesimo anniversario di sacerdozio e inizialmente venne conferita a chi avesse aiutato e promosso, o collaborato attraverso altri mezzi, il suo giubileo. Oggi viene conferita sia a laici (uomini e donne) sia a ecclesiastici che si distinguono per il loro servizio verso la Chiesa e la persona del Romano Pontefice.

## Gradi e requisiti
La medaglia viene concessa nell'unica classe in metallo dorato. Da statuto esistono dei canoni precisi per avere accesso alla decorazione:
- Religiosi: almeno 45 anni d'età e 15 di professione religiosa
- Laici: almeno 45 anni di età
- Militari: di norma la decorazione viene riservata ai membri della Guardia svizzera pontificia, del Corpo della gendarmeria pontificia e del Corpo dei Vigili del Fuoco Pontifici con almeno 45 anni di età, con delle differenze a seconda degli anni di servizio

## Insegne

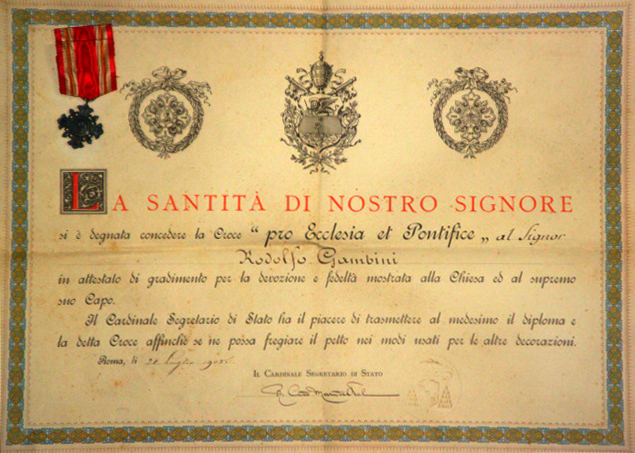
Diploma e Croce pro Ecclesia et Pontifice in argento conferita al pittore Rodolfo Gambini

La medaglia originale poteva essere in oro, argento o bronzo, ed è una croce gigliata accantonata da quattro fiordalisi. Nel centro della croce c'è una piccola immagine di Leone XIII, iscritta in un cerchio che riporta le seguenti parole
nei bracci della croce sono presenti delle stelle comete, che insieme ai gigli fanno parte dello stemma araldico di Leone XIII. Nel retro della medaglia si trova lo stemma papale, iscritto in un cerchio che riporta la scritta
nei bracci sono iscritte le parole: Prid. (braccio sinistro) Cal. (braccio superiore) Ian. (braccio destro) e 1888 (braccio inferiore).
Il nastro della medaglia è color porpora, con due liste bianche e gialle ai margini. Nel corso degli anni ci sono state alcune modifiche: nel 1908, Pio X abolì le medaglie d'argento e di bronzo, lasciando solo la medaglia d'oro; Paolo VI sostituì l'immagine di Leone XIII, con quelle dei santi Pietro e Paolo e il nastro divenne giallo e bianco, riprendendo i colori della bandiera della Città del Vaticano.
| Nastri           |                  |                 |
| Dal 1888 al 1893 | Dal 1893 al 1908 | Dal 1908 a oggi |

## Insigniti famosi
- Maria Augusta Trapp
- Pierina Belli
- Fortunato Crostarosa
- Rodolfo Gambini
- Giovanni Grosoli
- Carlo Zucchini
- Stanislao Solari
- Cesare Tragella
- Lorenzo Perosi
- Giulia e Caterina Zito, aristocratiche e benefattrici sorelle siciliane.
- Principessa Ghislaine di Monaco